# 普塔纳·卡纳加尔
普塔纳·卡纳加尔 （1933年12月1日 - 1985年6月5日）是一位印度卡納達語电影制片人。  普塔纳·卡纳加尔生于迈索尔王国 的一個婆罗门家庭。 他曾获得三项印度國家電影獎。 